# Kuka Roboter

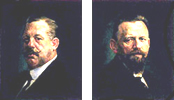
Företaget grundades år 1898 av Johann Josef Keller och Jakob Knappich.

Företaget Kuka Roboter GmbH i Augsburg är en globalt verksam tillverkare av automatiserade robotlösningar. Kuka Roboter GmbH har 25 dotterbolag världen över varav de flesta är sälj- och servicefilialer. Dotterbolag finns i bland annat USA, Kanada, Mexiko, Brasilien, Argentina, Chile, Japan, Kina, Korea, Taiwan, Indien samt i nästan alla europeiska länder. Kuka grundades 1898 i Augsburg, Tyskland och fick namnet Keller und Knappich Augsburg. Företagets namn, i logotypen skriven KUKA, kommer från dess grundares initialer, Keller och Knappich. KUKA är ett registrerat varumärke för industrirobotar och andra produkter från företaget.

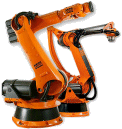

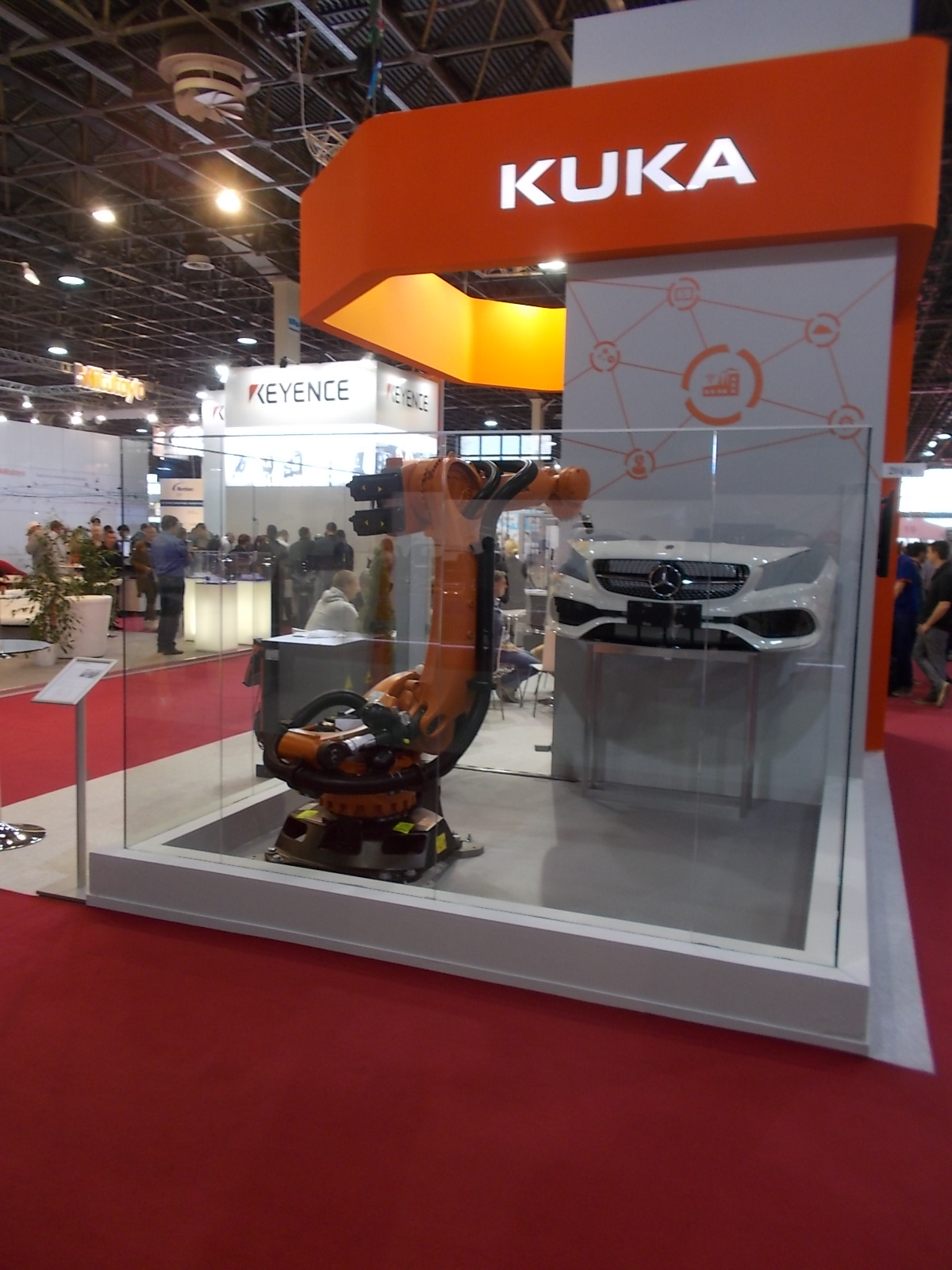

## Historia
Företaget grundades år 1898 av Johann Josef Keller och Jakob Knappich i tyska Augsburg. Till en början låg fokus på tillverkning av hus- och stadsbelysning men snabbt började man rikta uppmärksamheten på andra produkter som svetsverktyg, svetssystem och större behållare. År 1966 hade företaget växt till marknadsledare på området för kommunala fordon i Europa. År 1973 tillverkade bolaget sin första industrirobot FAMULUS.
Under denna period tillhörde företaget Quandt-gruppen. Familjen Quandt drog sig dock tillbaka 1980 och det uppstod ett nytt offentligt företag. År 1995 gick KUKA Schweissanlagen + Roboter GmbH ihop till Kuka Robotertechnik. Idag ligger Kuka:s huvudsakliga fokus på innovativa lösningar för automatisering av industriella produktionsprocesser. Företaget tillhör Kuka AG (f.d. IWKA Group).

## Företagsinformation
KUKA är ett globalt automationsföretag med en omsättning på cirka 3,2 miljarder euro och cirka 14 200 anställda. Som en ledande global leverantör av intelligenta automatiseringslösningar erbjuder KUKA sina kunder allt från en enda källa: från robotar och celler till helautomatiserade system och arbetar på marknader så som fordonsindustrin, elektronik, allmän industri, konsumentvaror, e-handel / detaljhandel och sjukvård. KUKA-koncernen har huvudkontor i Augsburg, Tyskland. 

## Milstolpar
1971 – Europas första svetstransportbana tillverkas för Daimler-Benz.
1973 – FAMULUS, KUKAS första industrirobot och en av de första i världen med elektrisk drift och sex axlar.
1976 – IR 6/60 – En helt ny robottyp med sex elektromekaniska drivaxlar och en vinkelhand tas fram.
1989 – En ny generation industrirobotar utvecklas – borstlösa drivmotorer leder till mindre behov av underhåll och hög teknisk tillförlitlighet.
2007 – Kuka "titan" - Vid denna tidpunkt världens största och kraftfullaste 6-axlade industrirobot. Tas med i Guinness rekordbok.
2010 – Med robotserien KR Quantec kan man för första gången använda en enda robotfamilj för att hantera bärlaster på mellan 90 och 300 kg vid en räckvidd på 3 100 mm.
2012 – Den nya serien smårobotar KR Agilus lanseras på marknaden
2013 - lanserar KUKA en ny robotgeneration: Med LBR iiwa presenterar KUKA världens första industrianpassade lättviktsrobot (avkännande robot) med inbyggd sensorik varje axel.

## Siffror

### Koncernomsättning Kuka Roboter
- 413 milj. euro (2008)
- 330 milj. euro (2009)
- 435 milj. euro (2010)
- 616 milj. euro (2011)
- 743 milj. euro (2012)

### Koncernomsättning Kuka AG
- 1 286 milj. euro (2007)
- 1 266 milj. euro (2008)
- 902 milj. euro (2009)
- 1 078 milj. euro (2010)
- 1 435 milj. euro (2011)
- 1.739 milj. euro (2012)

### Ledning Kuka AG
- CFO Peter Mohnen

## Övrigt
De laserutrustade robotarna som visas i Bond-filmen Die Another Day (2002) med Pierce Brosnan och Halle Berry är Kuka industrirobotar. Efter det att Kuka presenterat produkterna för producenterna av James Bond-filmen Die Another Day lade filmproducenterna till en scen där Halle Berry kämpar mot en Kuka-robot som skjuter med laser. Kuka-robotar återfinns även i filmerna Lara Croft Tomb Raider: The Cradle of Life (2003), Thunderbirds (2005). I filmen Da Vinci-koden – Sakrileg (2006) räcker en KUKA-robot i en bank en behållare med ett kryptex till Tom Hanks. Dessutom används Robocoaster även som åkattraktion i fritidsparker.